# Араби у Швейцарії
Араби в Швейцарії (араб. عرب سويسرا) — громадяни Швейцарії або жителі арабської етнічної, культурної та мовної спадщини з арабських країн, зокрема Марокко, Тунісу, Алжиру, Лівану, Сирії, Іраку та Єгипту, а також невеликі групи з Палестини, Ємену, Лівії, Йорданії та Судану, які емігрували зі своїх рідних країн і зараз проживають у Швейцарії.

## Історія
Дивіться також: Арабська діаспора
У 10 столітті араби зі своєї середземноморської бази Fraxinet оселилися у Вале на кілька десятиліть. Вони зайняли Великий перевал Сен-Бернар і навіть зуміли дійти до Санкт-Галлена на півночі та Раетії на сході.
Потік арабських іммігрантів з різних арабських країн почався з перших років двадцятого століття. Більшість арабів приїхали вчитися, працювати або проживати у Швейцарії.

## Демографія
Дивіться також: Населення Швейцарії та імміграція до Швейцарії
Швейцарці арабського походження (переважно з Магрибу, але також деякі з районів Машрику арабського світу) у Швейцарії. Офіційних даних про демографію швейцарців арабського походження немає.

### Магриб
Майже 18 000 осіб до кінця першого десятиліття стали громадянами країн Арабського Магрибу, що становить 1% від загальної кількості іноземного населення Швейцарії. Проте, згідно з науковим дослідженням, проведеним Всеосяжним форумом імміграційних досліджень в Університеті Невшателя на замовлення Державного секретаріату з питань міграції Швейцарії, присутність і вплив цієї демографічної групи на суспільну арену Швейцарії значно перевищує реальну кількість.
До кінця 2010 року Швейцарія приймала на своїй території, особливо у великих містах і у франкомовних кантонах, майже всі 18 000 постійних жителів трьох країн Арабського Магрибу, розподілених таким чином: Марокко (7469), Туніс (6418), Алжир (5822). 
Магрибці розміщені в Романдії. 64% алжирців, 67% марокканців і 56% тунісців живуть у франкомовних кантонах, більше половини марокканців і алжирців поділені між кантоном Женева та кантоном Во, але це явище менш серйозне для тунісців, де близько 30% з них знаходяться в німецькомовних кантонах, особливо у великих містах.
Основним індексом, який використовується у Швейцарії для розрізнення груп іммігрантів, є тип дозволу на проживання: є постійне місце проживання (твердження класу B і C), а також тимчасове або сезонне проживання (класу G, F, N і S). ). У звіті зазначено, що мігранти, марокканці, тунісці та алжирці, стали свідками дивовижної трансформації з 1994 року. Від тимчасового проживання до постійного місця проживання, після того, як дозволили певним легальним іммігрантам подати заявку на отримання швейцарського громадянства. Наприклад, у 2009 році 90% іммігрантів з Марокко і Тунісу були власниками посвідок на проживання класів B і C, тоді як для алжирців у 2000 році таких було 70%. Найбільша група мешканців північноафриканського походження походить з Марокко.

### Машрік
У березні 2012 року Управління Верховного комісара ООН з прав людини звернулося до Швейцарії з проханням прийняти деяких сирійських біженців, і уряд Швейцарії оголосив, що розглядає цей запит. У березні 2015 року Федеральна рада Швейцарії поставила за мету прийняти 3000 сирійських біженців протягом трьох років . До вересня 2015 року 5000 сирійських біженців отримали тимчасовий дозвіл на проживання у Швейцарії, а ще 2000 подали заяви про надання притулку та перебували на розгляді .
Згідно з проєктом Джошуа, у Швейцарії проживає 16 000 вихідців з Лівану.
За даними іракської громади у Швейцарії, з Іраку проживає 5159 осіб. Отримання дозволів категорії (С) (встановити необмежений термін): 2,533 Отримання дозволів категорії (В) (встановити довгостроковий): 2,625 Кількість іракців, які проживають у непостійному (до кінця жовтня) 2013): Отримання дозволів від класу (L) (для встановлення короткострокових): 4 Кількість іракських біженців 2.143 (ситуація на кінець листопада 2013 року): Власники тимчасового проживання категорії (N) (особливо шукачів притулку): 379. Отримання дозволів з класу (F) (тимчасове проживання з гуманітарних причин): 1764
Згідно з офіційною статистикою, у 2013 році налічувалося 7185 іракців.

## Культура
Дивіться також:  арабська культура

### Релігія
Дивіться також: Релігія в Швейцарії, 
Більшість арабів є мусульманами, за даними Association Culturelle des Femmes Musulmanes de Suisse A.C.F.M.S. Є також араби-християни з арабських країн, зокрема Лівану та Сирії, та інших конфесій, таких як друзи.

### Мова
Дивіться також: Мови Швейцарії
Араби у Швейцарії розмовляють арабською як рідною мовою. Чотири національні мови Швейцарії - німецька, французька, італійська та ретороманська. Таким чином, араби розмовляють мовою, яка є офіційною в кантонах Швейцарії.

## Відомі люди
- Седрік Ель-Ідріссі, спортсмен марокканського походження.
- Джамель Месбах, футболіст алжирського походження.
- Хасан Наїм, біохімік ліванського походження.
- Хусейн Наїм, біохімік і молекулярний вірусолог ліванського походження.
- Хані Рамадан, імам єгипетського походження.
- Ісмаель Таджурі-Шраді, футболіст лівійського походження
- Карієм Хусейн, спортсмен єгипетського походження.
- Керім Фрей, футболіст марокканського походження.
- Карім Россі, футболіст марокканського походження.
- Калед Гурмі, футболіст алжирського походження.
- Камель Ларбі, футболіст алжирського походження.
- Лідія Канаан, співачка, автор пісень, поетеса, гуманітарка, активістка та піонерка музики ліванського походження.
- Меріаме Терчун, футболіст алжирського походження.
- Мохамед Аль-Файєд, бізнес-магнат єгипетського походження.
- Мурад Діна, фізик і активіст алжирського походження.
- Нессім Гаон, фінансист суданського походження.
- Ніколас Хайєк, підприємець, співзасновник, генеральний директор і голова правління Swatch Group ліванського походження.
- Набілла Бенаттіа, модель і особистість французького реаліті-шоу алжирського походження.
- Філіп Жабре, засновник і директор з інформаційних технологій Jabre Capital Partners S.A. ліванського походження.
- Самір Брихо, бізнесмен (був генеральним директором Amec Foster Wheeler ліванського походження
- Сара Атчо, спринтерка марокканського походження.
- Сара Лахбаті, актриса та реаліті-шоу марокканського походження.
- Тарік Рамадан, вчений, філософ і письменник єгипетського походження.
- Насім Бен Халіфа, футболіст туніського походження
- Яссін Мікарі, футболіст туніського походження